# Hafiz (cráter)
Hafiz es un cráter de impacto de 280 km de diámetro del planeta Mercurio. Debe su nombre al poeta persa Hafez de Shiraz (c. 1320-1389), y su nombre fue aprobado por la  Unión Astronómica Internacional en 2014.